# Stefanoffia
Stefanoffia es un género de plantas  pertenecientes a la familia Apiaceae. Comprende 3 especies.

## Taxonomía
El género fue descrito por Karl Friedrich August Hermann Wolff y publicado en Notizblatt des Botanischen Gartens und Museums zu Berlin-Dahlem 9: 282. 1925. La especie tipo es: Stefanoffia daucoides H.Wolff	

## Algunas especies
A continuación se brinda un listado de las especies del género Stefanoffia descritas hasta julio de 2013, ordenadas alfabéticamente. Para cada una se indica el nombre binomial seguido del autor, abreviado según las convenciones y usos.
- Stefanoffia aurea (Boiss.) Pimenov & Kljuykov
- Stefanoffia daucoides H.Wolff
- Stefanoffia insoluta Kljuykov